# Лащ-Таябинское сельское поселение
Лащ-Таяби́нское се́льское поселе́ние — муниципальное образование в составе Яльчикского района Чувашской Республики.
Административный центр — село Лащ-Таяба.

## Географические данные
Северная граница Лащтаябинского сельского поселения начинается от пересечения границ сельскохозяйственного производственного кооператива «Свобода» и общества с ограниченной ответственностью им. Андреева и Батыревского муниципального района и проходит по границе земель сельскохозяйственного производственного кооператива «Свобода», квартала № 1 Сугутского лесничества Батыревского лесхоза и сельскохозяйственного производственного кооператива «Надежда» по смежеству с землями общества с ограниченной ответственностью им. Андреева, сельскохозяйственного производственного кооператива «Марс» и землями Буинского района Республики Татарстан до р. Лащи.
Восточная граница Лащтаябинского сельского поселения проходит начинается от р. Лащи и идет по границам земель сельскохозяйственного производственного кооператива «Надежда», «Яманчуринская» и по границе квартала 59 и идет до границы квартала 82 Сугутского лесничества Батыревского лесхоза .
Южная граница Лащтаябинского сельского поселения начинается от квартала 82 Сугутского лесничества Батыревского лесхоза и идет по границам кварталов 103, 118, 117, 101, 80, 56, 55, 54, 100, 115, 114, 96, 76, 49, 48 до пересечения границ земель квартала 48 Сугутского лесничества Батыревского лесхоза, Батыревского муниципального района Чувашской Республики и Буинского района Республики Татарстан.
Западная граница Лащтаябинского сельского поселения начинается от пересечения границ земель квартала 48 Сугутского лесничества Батыревского лесхоза, Батыревского муниципального района Чувашской Республики и Буинского района Республики Татарстан и проходит по границам кварталов 48, 36, 37, 38 и земель сельскохозяйственного производственного кооператива «Свобода» по смежеству с землями Батыревского муниципального района Чувашской Республики до пересечения границ сельскохозяйственного производственного кооператива «Свобода» и общества с ограниченной ответственностью им. Андреева и Батыревского муниципального района Чувашской Республики.
Граница чересполосного участка Лащтаябинского сельского поселения д. Новое Байдеряково полностью проходит по существующей границе сельскохозяйственного производственного кооператива «Родник» по смежеству с землями Буинского района Республики Татарстан.

## История
Село Лащ-Таяба в прошлом носило названия Уразгильдино и Тайба. Входило в Тимбаевскую волость Буинского уезда Симбирской губернии. С 25 июня 1920 г. входило в Буинский кантон ТАССР. С 17 ноября 1921 г. по 1927 г. в уезд Батыревский ЧАО, ЧАССР. Волость Шемалаковская с 1918 по 1927 г. Район Малояльчиковский, Яльчикский с 1 октября 1927 г., Батыревский с 20 декабря 1962 г., Яльчикский с 14 марта 1965 г. Сельсовет Тайбинский с 1 октября 1927 г., Лащ-Таябинский с 19 мая 1935 по декабрь 1991 г.
По воспоминаниям старожилов, село основано переселенцами из Большой Таябы — чувашами-язычниками из рода Ураскилт. Глава рода Ураскилт за храбрость, проявленную в боях при взятии Казани русскими войсками (1552), получил от царя Ивана IV Грозного государеву грамоту, закрепившую за ним земли на «диком поле». Для поселения выбрано место на речке Лащи. Есть и другие версии.

## Население
| 2010  | 2012  | 2013  | 2014  | 2015  | 2016  | 2017  |
| ----- | ----- | ----- | ----- | ----- | ----- | ----- |
| 2530  | ↘2435 | ↘2385 | ↘2371 | ↘2339 | ↘2255 | ↘2198 |
| 2018  | 2019  | 2020  | 2021  |       |       |       |
| ↘2107 | ↘2010 | ↘1955 | ↘1914 |       |       |       |

## Состав сельского поселения
| № | Населённый пункт  | Тип населённого пункта       | Население |
| - | ----------------- | ---------------------------- | --------- |
| 1 | Адиково           | посёлок                      | →17       |
| 2 | Лащ-Таяба         | село, административный центр | ↗1036     |
| 3 | Новое Андиберево  | деревня                      | ↗336      |
| 4 | Новое Байдеряково | деревня                      | ↗318      |
| 5 | Новые Бикшики     | деревня                      | ↗55       |
| 6 | Шемалаково        | село                         | ↗665      |
| 7 | Яманчурино        | деревня                      | ↗702      |

## Местное самоуправление
Главой поселения является Ермакова Светлана Валерьевна

## Инфраструктура
Село газифицировано в 2004 г. Проведено радио в 1958 г., электричество в 1967 г.
Работает Церковь Рождества Пресвятой Богородицы.

## Экономика
На территории поселения расположены предприятия производственной и непроизводственной сферы:
- Лащтаябинская сельская администрация;
- СХПК «Надежда»;
- СХПК «Родник»;
- Агропромхимия Яманчуринская;
- Прорабский участок РГУП «Чувашавтодор» ;
- СХПК «Свобода» ;
- СХПК «Яманчуринский».